# Vladimiro Tomasi
Vladimiro Tomasi (Comacchio, 30 settembre 1931 – Cortoghiana, 26 novembre 2011) è stato un pittore e paesaggista italiano.
Artista di riconosciute qualità pittoriche, ha avuto al suo attivo una serie considerevole di mostre personali, rassegne e manifestazioni culturali in Italia e all'estero. Per la sua attività artistica è stato insignito di prestigiosi riconoscimenti e onorificenze. Della sua figura e della sua opera si è ampiamente occupata una Monografia curata per lui dalle Edizioni Pentarco nel 1988, con una significativa, esauriente panoramica dei suoi lavori, accompagnata da alcuni degli innumerevoli saggi critici dedicati alle sue opere.

## Biografia
Vladimiro Tomasi nasce a Comacchio in Provincia di Ferrara il 30 settembre 1931 e si trasferisce a Torino dal 1945 al 2002. Durante la sua ascesa artistica Tomasi evidenzia la sua presenza nella contemporaneità, soffermandosi su alcuni accadimenti e tessendo una sorta di argomentazioni di carattere morale, sociale e culturale su avvenimenti specifici, i quali ebbero un impatto profondo e sofferto sulla sua sensibilità di uomo attento all'epoca in cui vive e in cui opera, che hanno colpito non solo l'interiorità di Tomasi, ma anche gli animi di molta gente. Ripercorrendo eventi che hanno segnato marcatamente la storia italiana e mondiale, tornando con pertinenti richiami sulla perdita di alcune idealità e di alcuni presupposti che hanno portato ad un decadimento di valori e della componente etica, che ha preoccupato ed inquietato non poco le coscienze di chi, a tale fenomeno, ha guardato con occhio vigile e partecipe. Nel 2002 abbandona l’area di Torino per trasferirsi definitivamente in Sardegna a Cortoghiana, frazione del Comune di Carbonia, dove rimane fino alla sua morte nel 2011.
Nel corso degli ultimi 30 anni della sua vita furono molte le personalità di spicco della propria epoca che ringraziarono Tomasi per i propri doni e omaggi artistici, tra cui Sua Santità Papa Giovanni Paolo II, Eleonora Moro (vedova di Aldo Moro), il Presidente degli Stati Uniti d'America Bill Clinton unitamente alla first lady Hillary Clinton, il Governatore dello stato di New York Mario Cuomo, il Sindaco di New York David N. Dinkins, il tenore Luciano Pavarotti, l’ex Presidente della Ferrari Luca Cordero di Montezemolo, gli imprenditori Pietro Barilla, Romolo Tavoni e Raul Gardini, personalità italiane all’epoca nominati nei propri incarichi istituzionali più prestigiosi come il Presidente della Repubblica italiana Francesco Cossiga, i Presidenti del Consiglio Giuliano Amato e Romano Prodi ed il Sindaco di Napoli Antonio Bassolino. Dimenticato per lungo tempo dopo la sua morte, gli è stato dedicato un articolo dalla critica d'arte Marta Lock nel 2023.

## Stile
Il critico d'arte Prof. Giuseppe Nasillo descrive Vladimiro Tomasi come artista noto a chi militava nel campo dell'arte come una personalità di spicco nella stesura figurativo-paesaggistica del dato reale, ha voluto soffermarsi su alcuni momenti particolari della sua creatività, esplicitando e motivando le ragioni che lo hanno indotto a dedicarsi a soggetti ed a tematiche che apparentemente esorbitano dal suo abituale repertorio pittorico. A dimostrazione del fatto che ogni artista è - e deve essere - sempre figlio del suo tempo, Vladimiro Tomasi rimarca ed evidenzia la sua presenza nella contemporaneità, soffermandosi su alcuni accadimenti e tessendo una sorta d’argomentazioni di carattere morale, sociale e culturale su avvenimenti specifici i quali hanno avuto un impatto profondo e persino sofferto sulla sua sensibilità di uomo attento all'epoca in cui vive e in cui opera. Sono avvenimenti che hanno colpito non solo l'interiorità di Tomasi, ma gli animi di molta gente e talvolta l'intera umanità, se si prende, ad esempio, la vicenda drammatica che egli chiama "una tragedia americana", ossia l'uccisione dei fratelli John e Robert Kennedy e del simbolo dell'emancipazione della gente di colore,  Martin Luther King.
Trovandosi a ripercorrere eventi che hanno segnato marcatamente la storia italiana e mondiale, Vladimiro Tomasi indugia con pertinenti richiami sulla perdita di alcune idealità e di alcuni presupposti che hanno portato ad uno scadimento di valori e ad un declassamento della componente etica che ha preoccupato ed inquietato non poco le coscienze di chi a tale fenomeno ha guardato con occhio vigile e partecipe.
Si tratta di una analisi ragionata su un lembo di vita contemporanea che ha inciso indelebilmente il tessuto della collettività, suscitando, ad un tempo, rimpianti e speranze, amarezze e illusioni, rinunce e proiezioni verso un domani dove ci sia posto per un comportamento meno belluino e meno materialistico della componente umana.

## Riconoscimenti
Venne insignito del titolo di Maestro dell’Arte Contemporanea a Firenze nel 1983 e di prestigiosi riconoscimenti accademici in ambito artistico da:
- Accademia Tiberina - Roma 1977 - Italia;
- Accademia Internazionale di San Marco - Venezia 1977 - Italia;
- Serenissima Accademia della Signoria - Firenze 1978 - Italia;
- Accademia Toscana il Machiavello - Firenze 1981 - Italia;
- Unione della Legion d’Oro - Roma 1981 - Italia;
- L’Araldica Accademia Internazionale “il Marzocco di Firenze” - Firenze 1982 - Italia;
- Accademia Artistico Letteraria Città di Boretto - Boretto 1985 - Italia.
Inoltre gli vennero conferiti diversi premi, tra cui:
- Leone D’Oro - Firenze 1978 - Italia;
- Oscar di Montecarlo - Monte Carlo 1978 - Principato di Monaco.